# Nausicaa
Pour les articles homonymes, voir Nausicaa (homonymie).

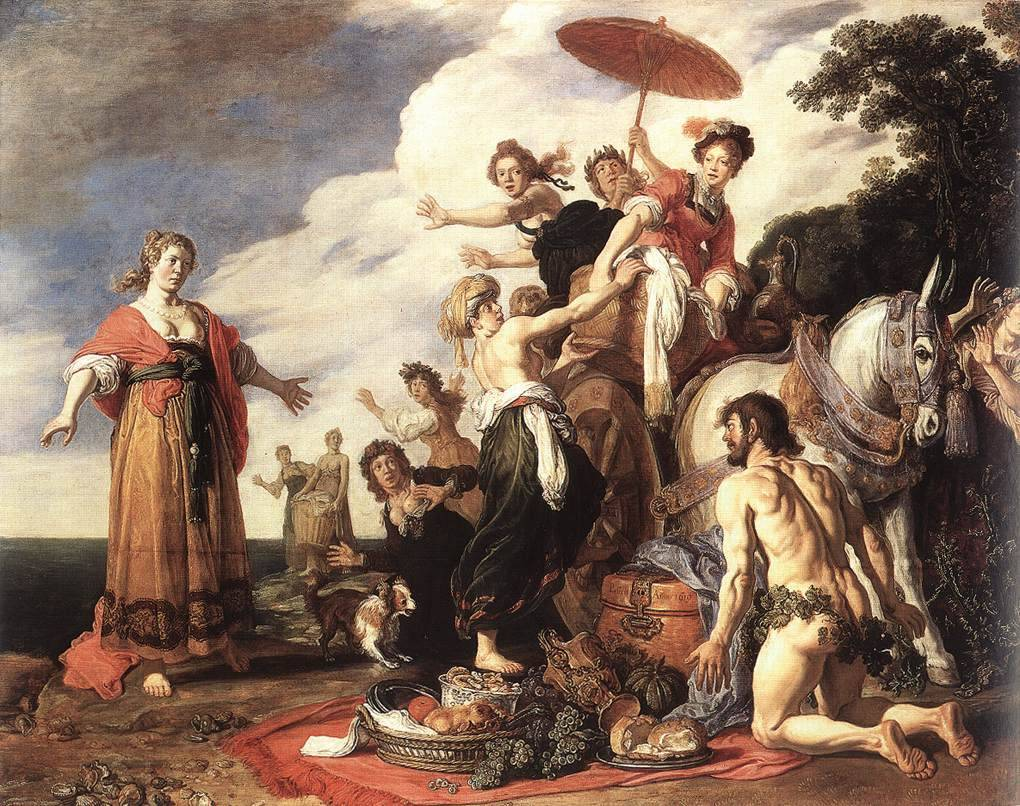
Pieter Lastman, Ulysse et Nausicaa, huile sur toile, 1619, Alte Pinakothek, Munich

Dans la mythologie grecque, Nausicaa (en grec ancien : Ναυσικάα / Nausikáa), fille d'Alcinoos, est une princesse phéacienne. Elle apparaît pour la première fois dans l’Odyssée, où elle recueille Ulysse naufragé sur le rivage de la Phéacie et l'emmène jusqu'au palais de ses parents, le roi Alcinoos et la reine Arété. Courageuse et généreuse, Nausicaa inspire de nombreux auteurs et artistes pendant et après l'Antiquité, jusqu'à nos jours.

## Mythe antique

### Dans l’Odyssée

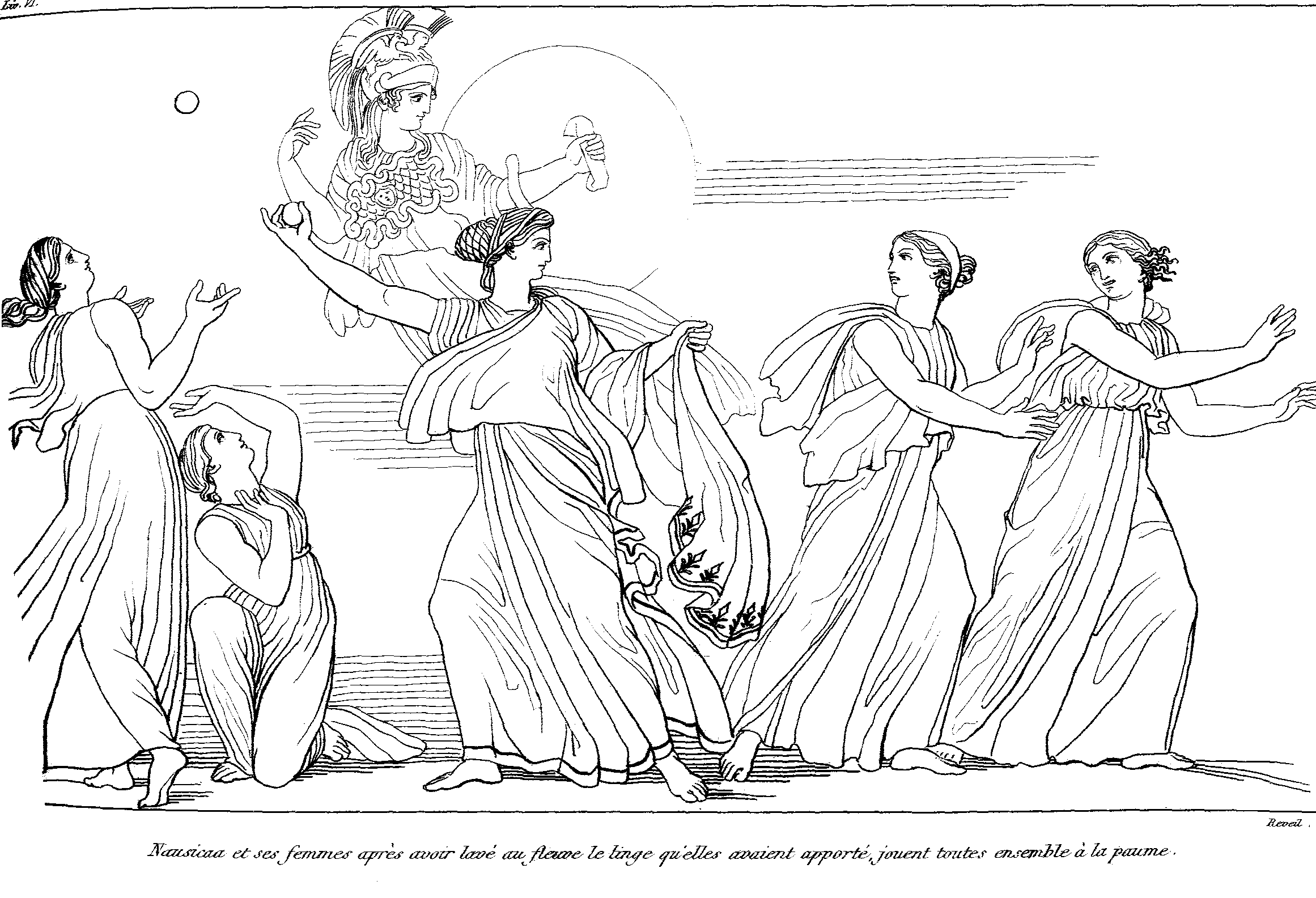
Nausicaa et ses servantes jouant à la balle, illustration de John Flaxman pour l’Odyssée, 1810.

Nausicaa est l'un des personnages de l’Odyssée d'Homère, où elle est mentionnée principalement au chant VI, dans l'une des scènes les plus célèbres de l'épopée. La déesse Athéna lui apparaît en songe sous les traits d'une de ses amies, lui enjoignant d'aller laver son linge pour préparer ses noces. Elle se rend donc, accompagnée de ses suivantes, jusqu'à un fleuve voisin ; une fois le travail terminé, elles jouent à la balle, et leurs cris réveillent Ulysse, échoué non loin de là après le naufrage de son navire. Nu, sale, affamé et épuisé, le héros décide de se manifester :

« Quand l'horreur de ce corps tout gâté par la mer leur apparut, ce fut une fuite éperdue jusqu'aux franges des grèves. Il ne resta que la fille d'Alkinoos : Athéna lui mettait dans le cœur cette audace et ne permettait pas à ses membres la peur. Debout, elle fit tête… »

— (VI, 133-37)
Nausicaa prend alors soin d'Ulysse, veillant à sa toilette, lui donnant des habits et une collation. Puis elle le conduit jusqu'à son père, Alcinoos, le roi de Phéacie, et à sa mère Arété.
Ulysse séjourne quelque temps en Phéacie et trahit son identité en versant des larmes quand l'aède Démodocos relate la guerre de Troie. Ulysse prend alors le relais pour raconter ses propres aventures aux Phéaciens. À la fin de son récit, au chant VII, Alcinoos propose à Ulysse la main de sa fille ; mais le héros préfère repartir au plus tôt.
Nausicaa apparaît ensuite plus brièvement au chant VIII, où elle fait ses adieux à Ulysse :

« Bon voyage, notre hôte ! au pays de tes pères, quand tu seras rentré, garde mon souvenir ! car c'est à moi d'abord que devrait revenir le prix de ton salut. »

— (VIII, 459-62)

### Chez les autres auteurs antiques
Plusieurs auteurs antiques réécrivent l'épisode de l’Odyssée ou imaginent la suite de la vie de Nausicaa après son apparition dans l'épopée homérique. Au Ve siècle av. J.-C., le dramaturge athénien Sophocle compose une pièce désormais perdue et pour laquelle on connaît deux titres : Nausicaa ou Les Lavandières (Plyntriai). Selon l'helléniste Timothy Gantz, le second titre faisait très probablement référence aux personnages de jeunes filles qui composaient le chœur, ce qui signifie que la pièce était une tragédie. On ignore cependant quelle était son intrigue.
La philosophe Agallis de Corcyre attribue au IIe siècle av. J.-C. à Nausicaa l'invention des jeux de balles.
Au IVe siècle apr. J.-C., l’Éphéméride de la guerre de Troie de Dictys de Crète, qui devient ensuite l'une des principales sources du mythe de la guerre de Troie au Moyen Âge, indique que Nausicaa se marie par la suite avec Télémaque, le fils d'Ulysse, dont elle a un enfant nommé Perseptolis ou Ptoliporthos. Aristote donne le même époux et le même enfant à Nausicaa.

### Arts figurés antiques

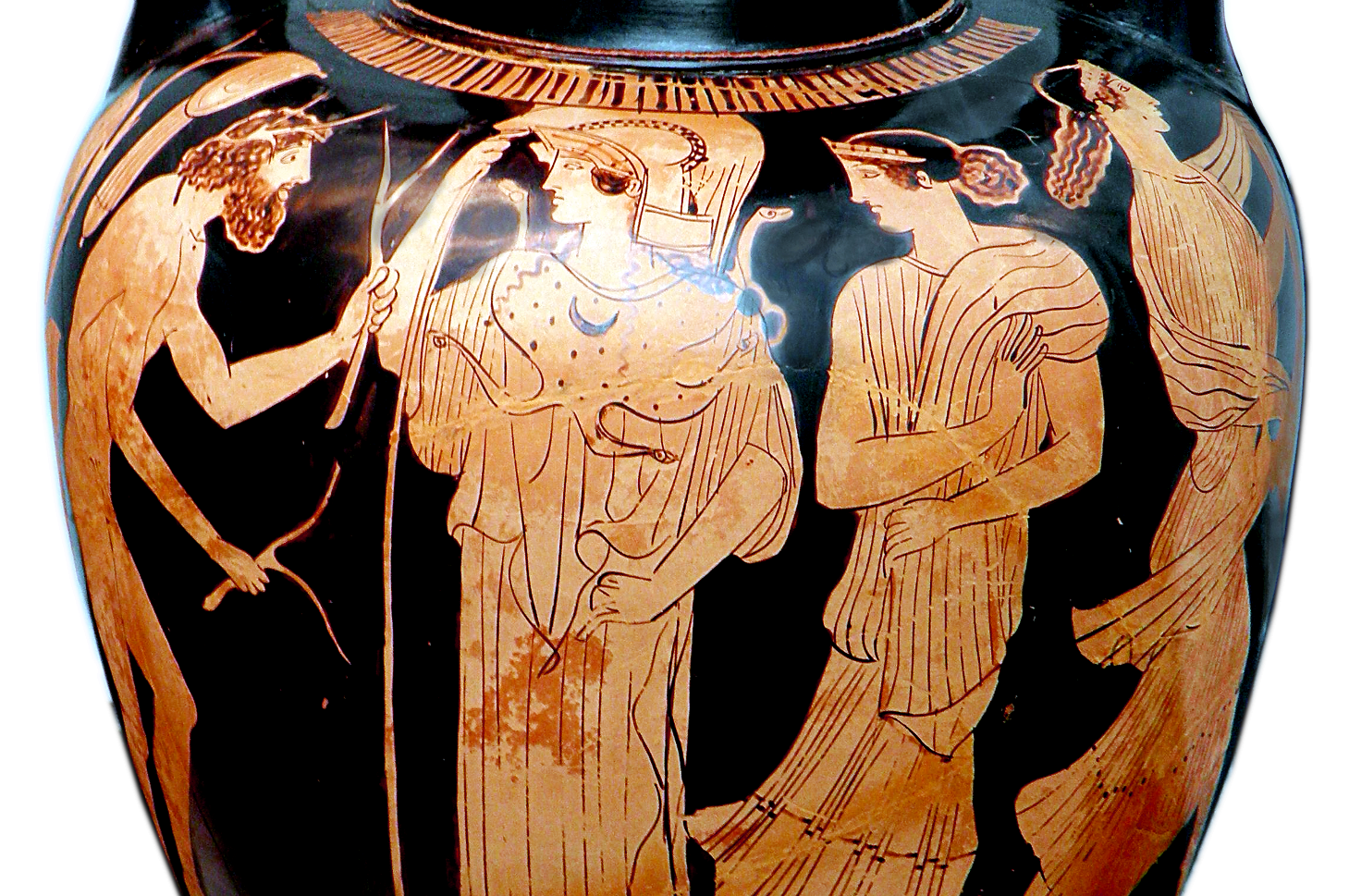
Détail d'une amphore à figures rouges de -440 conservée à Munich. Ulysse aborde Nausicaa. Athéna est entre eux. A droite, une servante s'enfuit.

La scène de la rencontre entre Ulysse et Nausicaa apparaît dans la céramique grecque antique. Au milieu du IVe siècle av. J.-C., un exaleiptron à figures noires conservé à Baltimore montre un groupe de femmes effrayées en train de fuir, la dernière d'entre elles se retournant pour faire un geste en direction d'un couple en pleine conversation. La scène peut être interprétée comme la rencontre entre Ulysse et Nausicaa, dont les servantes s'enfuient. Dans la seconde moitié du Ve siècle av. J.-C., plusieurs vases à figures rouges montrent la rencontre. Une scène montrant Ulysse nu debout devant Nausicaa, avec la déesse Athéna debout entre eux, figure sur une amphore conservée à Munich et sur le couvercle d'une pyxis (boîte) conservée à Boston ; sur cette seconde scène, Athéna paraît encourager Ulysse à aborder Nausicaa.

## Représentations après l'Antiquité

### Littérature
- Goethe a conçu un projet de tragédie intitulé Nausicaa, qui est resté inachevé.
- Jules Lemaître met en scène une rencontre entre Nausicaa et Télémaque dans son recueil de contes, En marge des vieux livres, première série (1905) : Le mariage de Télémaque (p. 23).
- Dans Ulysse de James Joyce, le chapitre 13 fait écho à la rencontre entre Ulysse et Nausicaa (il était d'ailleurs intitulé « Nausicaa » avant la version finale où Joyce a enlevé les titres de chapitres).
- Dans L'eau et les rêves du philosophe Gaston Bachelard, celui-ci utilise la notion de "complexe de Nausicaa" pour désigner les images livresques de naïades, de nymphes ou de femmes au bain que l'on peut imager dans le reflet de l'eau[10].
- Dans la pièce d'Aimé Césaire, Une tempête (d'après la pièce de Shakespeare), Ferdinand fait référence au naufrage d'Ulysse et voit en Miranda sa propre « Nausicaa ».
- L'écrivain allemand Karl Mickel reprend le mythe de Nausikaa au théâtre en 1967, dans la pièce du même nom. Cette réinterprétation lui permet d'offrir un reflet de l'état de l'Allemagne à cette époque sans trop attirer l'attention de la censure allemande.
- Eric-Emmanuel Schmitt, dans Ulysse from Bagdad, dresse au détour du chapitre 10, le portrait d'une « femme superbe » à la voix douce, aux caresses tout aussi douces, au parfum de blé tiède et « à la crinière d'or ». Cette dernière retrouve Saad Saad « nu comme un ver » sur la plage, ce qui lui fait dire : « Puisque je t'ai trouvé nu sur la plage, telle Nausicaa découvrant Ulysse nu entre les roseaux, je t'appellerai Ulysse. » Le titre du roman prend alors tout son sens.
- Dans La fille d’Homère, roman de Robert Graves, c’est Nausicaa qui compose l’Odyssée.

### Musique
- Peggy Glanville-Hicks a composé Nausicaa, un opéra que la cantatrice Teresa Stratas interprètera à l'Odéon d'Hérode Atticus à Athènes.
- Reynaldo Hahn a composé Nausicaa, un opéra en 2 actes crée à l'Opéra de Monte-Carlo, le 13 avril 1919.
- Troisième des trois Métopes pour piano de Karol Szymanowski (1882-1937).
- En 2013, le chanteur français Luc Arbogast sort son album Odysseus sur lequel il interprète un titre intitulé Nausicaa (La Moldau).
- En 2013 également, le saxophoniste américain Chris Potter enregistre un album intitulé The Sirens dont chacune des pistes raconte un extrait de l’Odyssée. L'un des morceaux se nomme « Nausikaa ».
- En 2019, Fakear interprète Nausicaa

### Peinture
La rencontre entre Ulysse et Nausicaa dans l’Odyssée devient un sujet conventionnel en peinture à partir de la Renaissance.
- Alessandro Allori, Ulysse et Nausicaa, 1580.
- Pieter Lastman, Ulysse et Nausicaa, 1619.
- Salvator Rosa, Ulysse et Nausicaa, v.1655.
- Michele Desubleo, Ulysse et Nausicaa, (L' Ulisse e Nausicaa )v.1655.
- Jacob Jordaens, Ulysse et Nausicaa v. 1630)
- Salvator Rosa - Odysseus and Nausicaa  v. 1655
- Jongman, Wouter - Nausicaä en haar dienstmaagden wassen kleding 1712 - 1744
- Louis Gauffier, Ulysse et Nausicaa, 1798.
- Pierre-Auguste Vafflard, Ulysse demandant des secours à Nausicaa, fille du roi Alkinoos, 1821.
- Honoré Daumier *, Introduction of Ulysses to Nausica, 1842
- Frederic Leighton, Nausicaa, v.1878.
- Jean Veber, Ulysse et Nausicaa, 1888.
- Valentin Serov, Ulysse et Nausicaa, 1910.
- Kristen Iversen, Ulysse et Nausicaa, 1918.
- Robert Jackson Emerson, Nausicaa  1932
- William McGregor Paxton, Nausicaa, 1937
- W. Heath Robinson: Nausicaa and Her Maidens Brought Him Food and Wine (date inconnue)
- Romare Bearden, Goodbye to Nausicaa , 1979

### Bandes dessinées, comics, films
En 1982, le réalisateur japonais Hayao Miyazaki se serait en partie inspiré du personnage de Nausicaa pour créer l'héroïne de son manga Nausicaä de la Vallée du Vent.  
Il raconte dans une interview s'être en particulier inspiré de la version de Bernar Evslin.

« Nausicaä est le nom d’une princesse phéacienne qui apparaît dans l’Odyssée d’Homère. J’ai appris son existence dans le livre de Bernard Evslin “Dieux, demi-dieux et démons – Une encyclopédie de la mythologie grecque”) et j’ai été instantanément attiré par elle. Après cela, j’ai lu un récit romancé de l’Odyssée qui m’a profondément déçu, précisément parce que dans cette version Nausicaä n’était pas aussi séduisante que dans le livre d’Evslin. Pour moi, Nausicaä restera toujours la jeune femme qu’Evslin a décrite sur trois pages et demi de son livre de poche. »

En 2012, Bepi Vigna et Andrea Serio publient Nausicaa. L'autre Odyssée, une bande dessinée qui relate la rencontre entre Ulysse naufragé et Nausicaa, fille du roi Alcinoos.

### Cinéma et télévision
Dans les séries animées Albator, le corsaire de l'espace et Albator 84, le nom de Kei Yûki, amie d'Albator, est traduit par « Nausicaä » dans la version française[réf. nécessaire].
En 1984, Hayao Miyazaki adapte son propre manga Nausicaä de la Vallée du Vent (publié à partir de 1982) en film d'animation. Seul le nom du personnage évoque l'héroïne grecque, le film narrant une histoire inédite sans lien avec la mythologie.
Nausicaa apparaît dans la série animée L'Odyssée. Elle est ici représentée comme une jeune femme douce et très belle. Sa beauté immense lui vient d'un miroir magique et est très difficile à porter pour elle car elle ensorcelle les hommes et les fait irrémédiablement tomber amoureux d'elle.

### Architecture
Le Midland Hotel conçu par l'architecte Oliver Hill. Construit en 1932-33, l'hôtel présente un relief représentant Ulysse et Nausicaa.

## Galerie

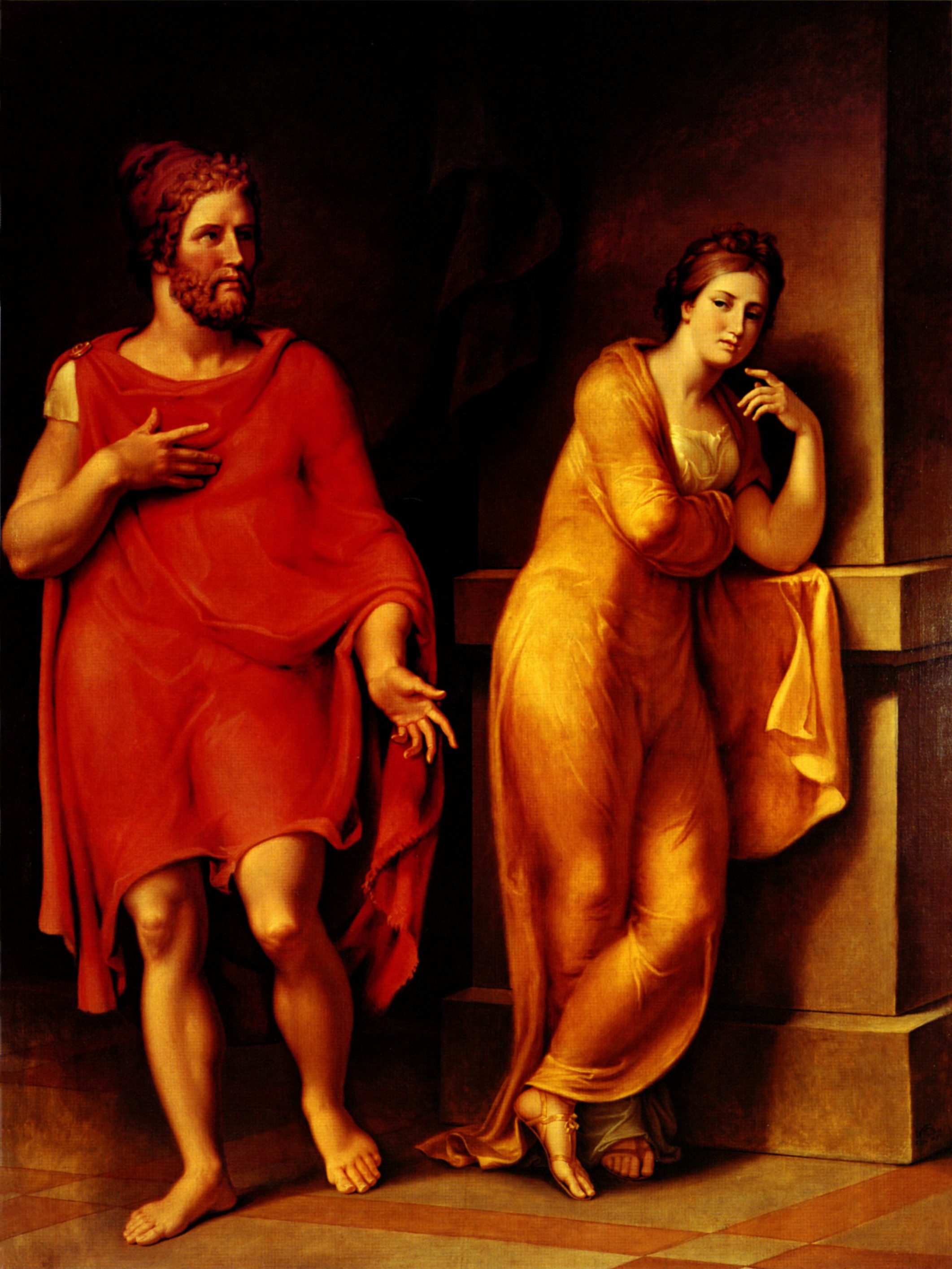
Tischbein: Odysseus and Nausicaa (1819)
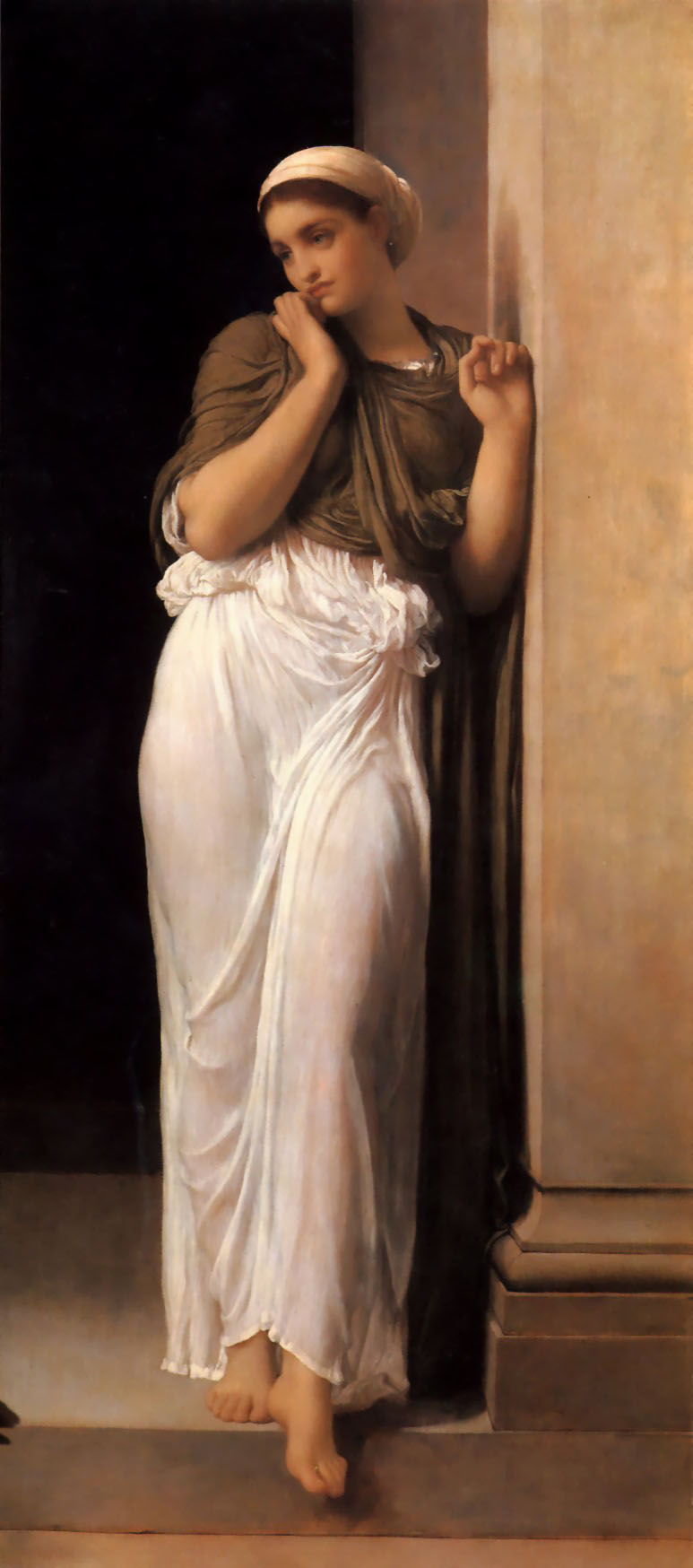
Frederick Leighton: Nausicaa (1878)
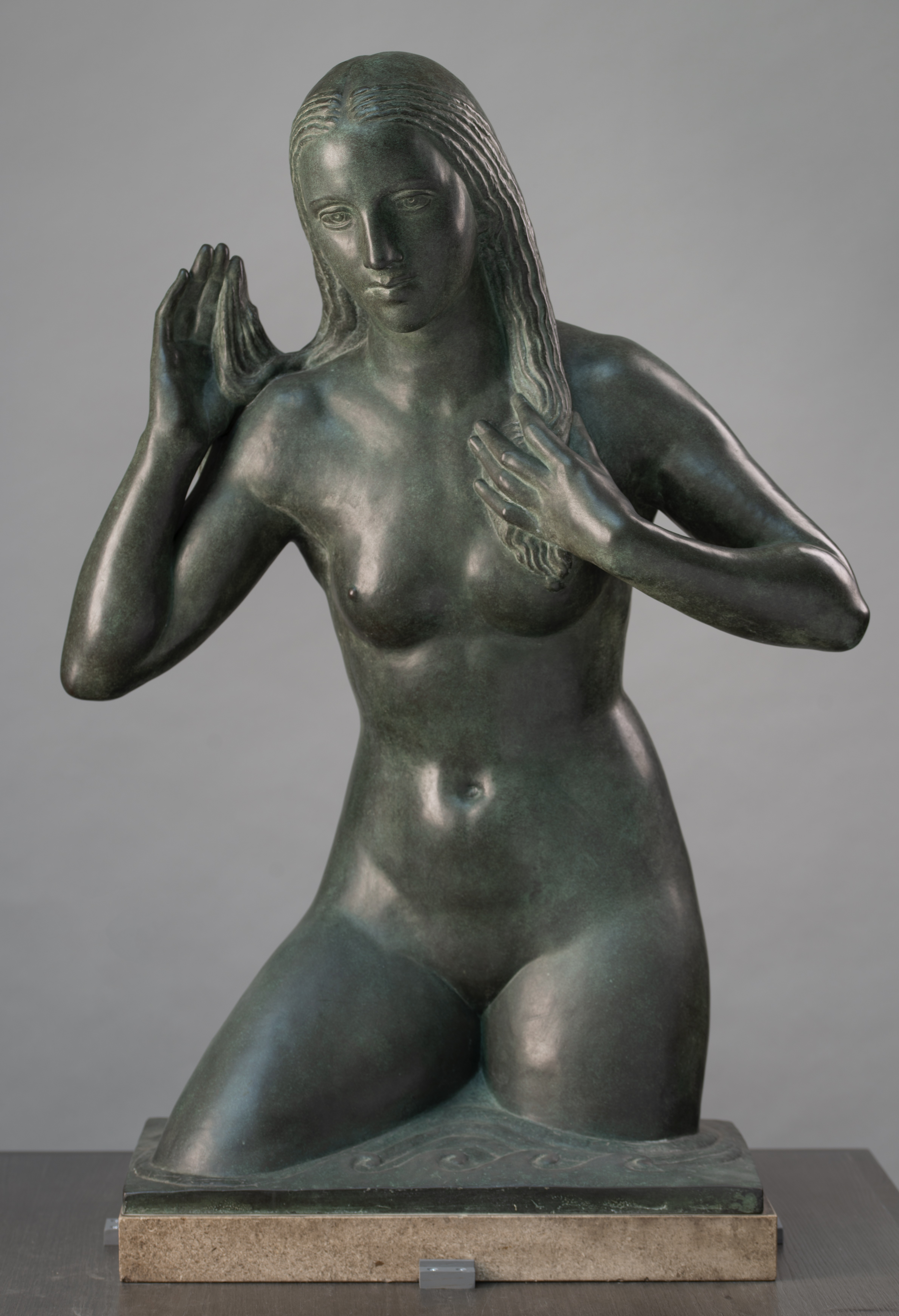
Nausicaa par Robert Jackson Emerson (1932)

## Autre postérité après l'Antiquité
En astronomie, Nausicaa donne son nom à un astéroïde de la ceinture principale découvert par l'astronome autrichien Johann Palisa en 1879, (192) Nausicaa.
En 1991, Nausicaá, le centre national de la mer, à Boulogne-sur-Mer en France, emprunte son nom à la princesse phéacienne.
Des entreprises ont également pu se nommer en hommage à l'héroïne,.

#### Auteurs antiques
- Pseudo-Apollodore, Épitome [détail des éditions] [lire en ligne] (VII, 25).
- Dictys de Crète, Éphéméride de la guerre de Troie [détail des éditions] [lire en ligne] (VI).
- Homère, Odyssée [détail des éditions] [lire en ligne] (VI, 13 et suiv. ; VIII, 455 et suiv.).
- Hygin, Fables [détail des éditions] [(la) lire en ligne] (CXXVI).
- Odyssée  (trad. du grec ancien par Victor Bérard), Éditions Gallimard, coll. « Bibliothèque de la Pléiade », 1993 (1re éd. 1955) (ISBN 2-07-010261-0).

#### Études savantes
- Timothy Gantz, Mythes de la Grèce archaïque, Belin, 2004 [détail de l’édition].
- Louise Bruit-Zaidman, « Le Temps des jeunes filles dans la cité grecque : Nausicaa, Phrasikleia, Timareta et les autres », Clio, no 4,‎ 1996 (lire en ligne)